# Phytomyza trolliophila
Phytomyza trolliophila este o specie de muște din genul Phytomyza, familia Agromyzidae, descrisă de Erich Martin Hering în anul 1949.
Este endemică în Germania. Conform Catalogue of Life specia Phytomyza trolliophila nu are subspecii cunoscute.